# Ottakring (Wiener Bezirksteil)
Ottakring war bis 1892 eigenständige Gemeinde in Niederösterreich und ist seit damals Stadtteil Wiens im 16. Wiener Gemeindebezirk, Ottakring, sowie eine der 89 Wiener Katastralgemeinden.

## Geografie
Die Katastralgemeinde Ottakring nimmt mit 8,06 km² den Großteil des 8,67 km² umfassenden Gemeindebezirks ein. Unter der Bezeichnung Alt-Ottakring besteht ein sieben Zählsprengel umfassender Zählbezirk der amtlichen Statistik, der den alten Ortskern im Nordosten der Katastralgemeinde markiert.
Der alte Ortskern ist mit einigen gründerzeitlichen Häusern an der Ottakringer Straße und der Gegend um den Familienplatz (um die Pfarrkirche Neu-Ottakring) zu der von der Stadt Wien definierten baulichen Schutzzone Ottakring zusammengeschlossen.

## Geschichte

### Namensgebung
Die Endung -ing im Namen Ottakring deutet darauf hin, dass der Ort im 9. Jahrhundert gegründet worden ist, nachdem das Heer von Karl dem Großen die Awaren aus dem Wiener Raum vertrieben hatte. Danach wurden zur Festigung der Herrschaft zahlreiche Orte gegründet; möglicherweise hieß der Begründer des Ortes Ottacher.
Zumindest vom 15. Jahrhundert bis etwas nach der Mitte des 19. Jahrhunderts wurde alternativ auch die Bezeichnung Ottagrün verwendet. (→ Ottengrün)

### Ottakring im Mittelalter

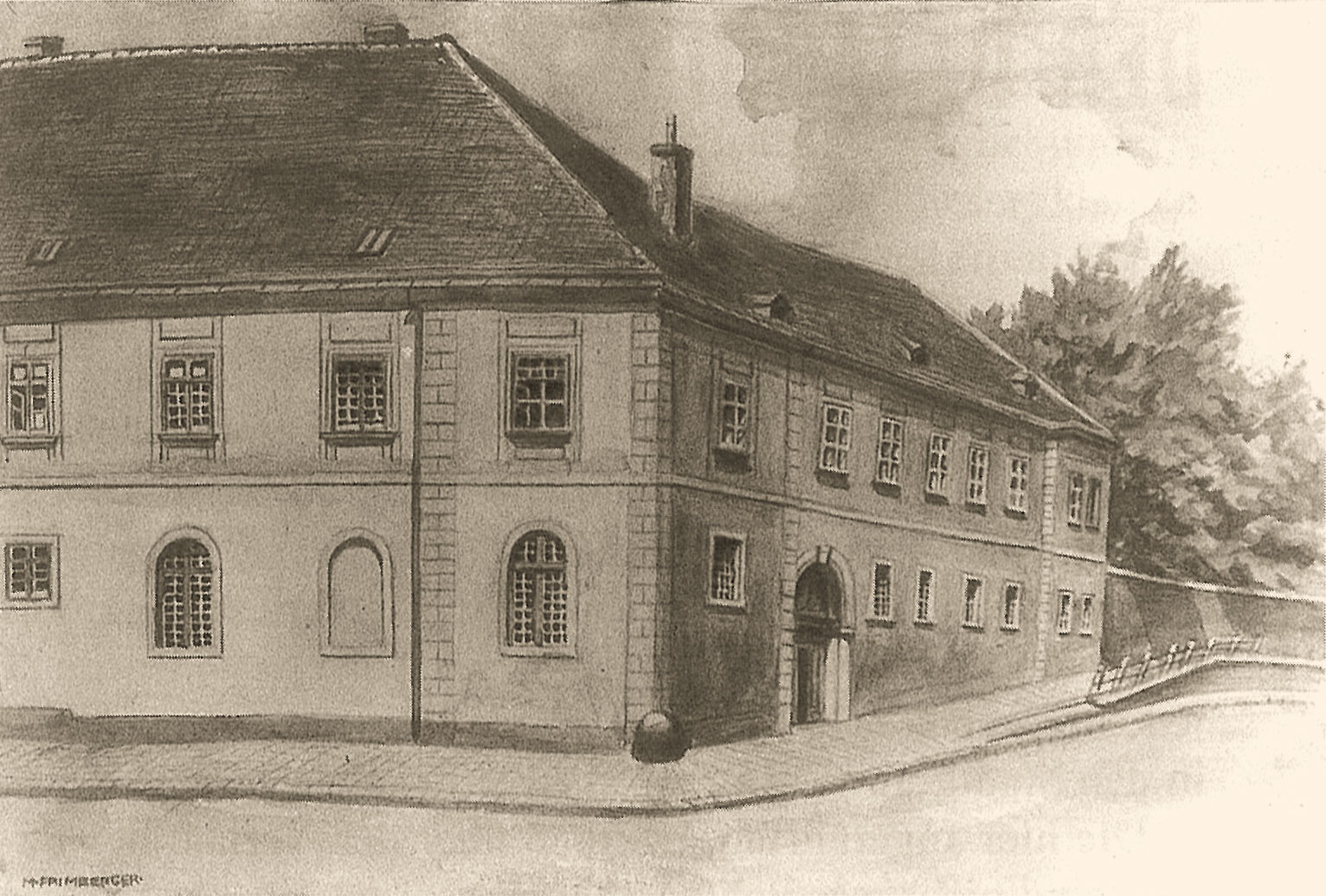
Der Freihof (Schottenhof)

Ottakring kam 1114 durch eine Schenkung des Markgrafen Leopold III. als Gründungsgabe an das neue Stift Klosterneuburg. Um 1150 schenkte der Erzbischof von Salzburg, Eberhard von Biburg, dem Salzburger Stift Sankt Peter einen Weingarten in Ottachringen. Zunächst waren die „Ottakringer“ freie Bauern. Nach und nach verloren jedoch die Bauern ihre Freiheit und kamen unter die Herrschaft und Gerichtsbarkeit des Grundherrn.
Der Ort selbst lag um die bereits 1230 urkundlich erwähnte Lamprechts- oder Lambertkirche, die bis um 1780 an der Gabelung der heutigen Johann-Staud-Straße und der Gallitzinstraße stand. Dabei handelte es sich in der Regel um Einzelgehöfte. Bald entstand jedoch am Ottakringer Bach um das 1416 geweihte Wolfgangkirchlein in Form einer Straßenzeile ein weiterer Ortsteil, dessen Zentrum entlang der heutigen Ottakringer Straße zwischen Vorortelinie und Sandleitengasse lag.
Im Auftrag des Stiftes verwaltete ein Amtmann den Ort Ottakring. Zeitweise gab es auch „Freihöfe“, die nicht der Grundherrschaft unterstanden. Der wichtigste war der „Schottenhof“, der urkundlich erstmals 1322 genannt wurde. Wie auch die anderen Orte um Wien litt Ottakring ab dem 15. Jahrhundert immer wieder unter den Zerstörungen der Kriege. 1484 litt der Ort unter den Verheerungen der Ungarn, die beide Kirchen und den Freihof zerstörten.

### Ottakring in der Neuzeit

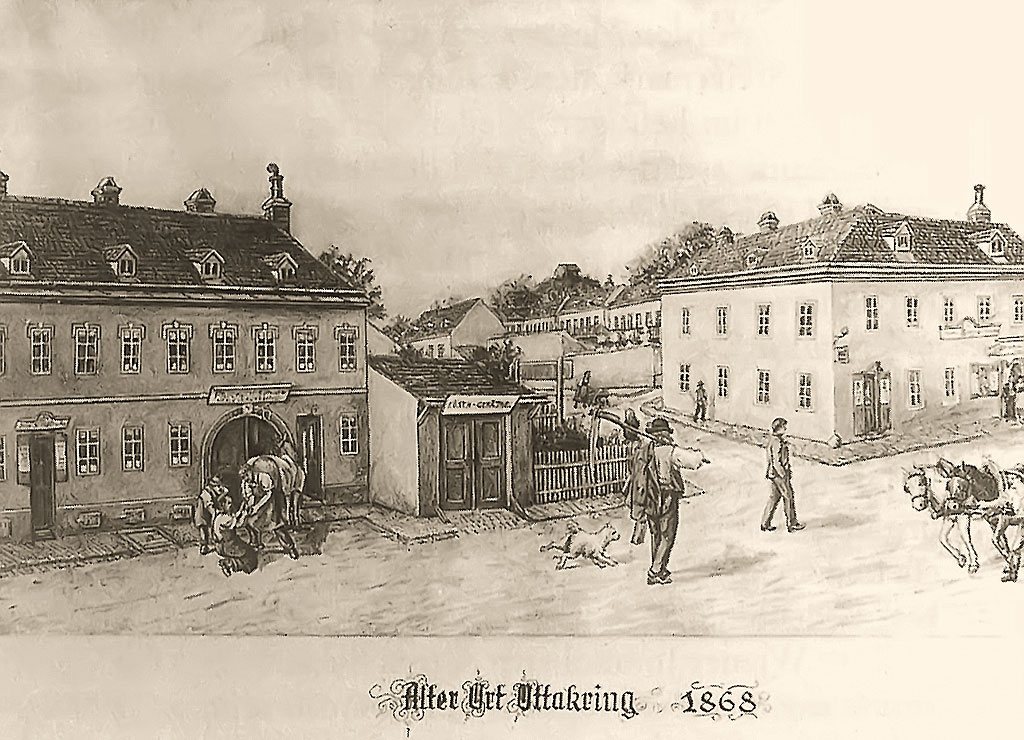
Ottakring 1868

1529 wurde der Ort im Zuge der Ersten Wiener Türkenbelagerung wieder zerstört. Der Ort wurde in der Folge immer wieder von der Pest heimgesucht, zusätzlich verarmte Ottakring in der Folge des Dreißigjährigen Krieges. Der Ort konnte weder einen Pfarrer noch einen Lehrer bezahlen, der Weinhandel kam zum Erliegen. Der Winter 1679/80 forderte den höchsten Tribut: 199 von etwa 600 Bewohnern starben an der Pest. 1683 wurde Ottakring beim Rückzug der Türken nach der Zweiten Wiener Türkenbelagerung niedergebrannt. Im Ort verbliebene Bewohner wurden ermordet oder verschleppt.
1684 begann der Wiederaufbau. Die Lamprechtskirche wurde ebenso wieder aufgebaut wie der Ortsteil an der Ottakringer Straße. Die Gehöfte um die Lamprechtskirche blieben hingegen verwaist, der älteste Teil Ottakrings hörte auf zu existieren. Viele der einstigen Bewohner siedelten sich in Neulerchenfeld an. Während dieser östlich benachbarte, der ummauerten Stadt und ihren vom Linienwall umgebenen Vorstädten nahegelegene Ort im 18. Jahrhundert einen wirtschaftlichen Aufschwung erlebte, blieb das peripher gelegene Ottakring ein verschlafenes Dorf. Zu Beginn des 18. Jahrhunderts lebten hier in 74 Häusern nur etwa 900 Einwohner.

### Ottakring im 19. Jahrhundert

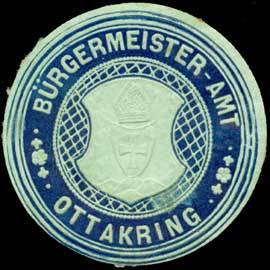
Siegelmarke des Bürgermeister-Amts Ottakring

Ottakring litt wegen Tributleistungen und Rekrutierungen unter den Napoleonischen Kriegen. Noch schwerer traf den Ort jedoch im Biedermeier die Brandkatastrophe vom 11. Mai 1835, bei der 52 Häuser vernichtet wurden. Nur die Kirche und 30 Häuser blieben vor dem Inferno verschont. Eine Spendenaktion des Nachbarortes und günstige Kredite des Stiftes Klosterneuburg brachten Ottakring jedoch schnellen Aufschwung. 1838 wurde die Ottakringer Brauerei eröffnet, heute die einzige in Wien betriebene. An Alt-Ottakring östlich bis Neulerchenfeld anschließend entstand nun ein neuer Stadtteil, Neu-Ottakring genannt. Die Einwohnerzahl stieg von 1832 bis 1847 auf 1400 Einwohner in 203 Häusern. Während der alte Ortsteil ein Bauerndorf blieb, siedelten sich in Neu-Ottakring vor allem Fabriken, Arbeiter und Handwerker an.
Das Revolutionsjahr 1848 wirkte sich auch in Ottakring aus. Die Ottakringer unterstützten die Revolution und beherbergten eine Elitetruppe der revolutionären Studenten. Am 23. Oktober wurde der ältere Ortsteil von kaiserlichen Truppen besetzt, zwei Tage später Neu-Ottakring. Das feudale System der Grundherrschaft wurde 1848/49 von Kaiser Franz Joseph I. und seinen Ministern aufgehoben bzw. gegen teilweise Entschädigung abgelöst.
Ab den fünfziger Jahren des 19. Jahrhunderts erhielt Ottakring immer mehr den Charakter einer Industriestadt. Die Zahl der Fabriken nahm zu. 1852 wurde Straßenbeleuchtung eingeführt. Von 1873 an verkehrte eine Pferdebahnlinie der Neuen Wiener Tramway-Gesellschaft durch Neulerchenfelder Straße und Ottakringer Straße bis zum Schottenhof, von 1900 an eine Linie der Bau- und Betriebsgesellschaft für städtische Straßenbahnen in Wien in der Thaliastraße. 1881 wurde Ottakring an die I. Wiener Hochquellenwasserleitung angeschlossen.
Schon ab den 1830er-Jahren wurde das Gebiet rund um die Brauerei verbaut. Dieses als Neuottakring bezeichnete Viertel breitete sich nach Ost und West aus, dies führte binnen weniger Jahrzehnte zu einem Zusammenwachsen mit Neulerchenfeld. 1871 wurde der nördliche Teil der Schmelz erworben und zwischen Thaliastraße und Gablenzgasse entstand bis 1900 ein Gebiet mit historistischen Zinshäusern in streng geometrischer Straßenrasterung. Der Bauboom der zweiten Hälfte des 19. Jahrhunderts steigerte die Einwohnerzahl massiv. Lebten in Ottakring 1850 noch 7.246 Menschen, so waren es 1890 schon 61.817. Ottakring war damit die zweitgrößte Gemeinde Niederösterreichs nach Hernals geworden. Dennoch hatte Ottakring in weiten Teilen noch dörflichen Charakter; von den 1.346 Häusern waren nur 148 höher als zwei Stockwerke. Die Besiedlung war in Ottakring jedoch sehr dicht, die Wohnverhältnisse waren 1892 schlechter als in jedem anderen der neuen Bezirke. Hinzu kam die Umweltverschmutzung durch die Fabriken.
Nach der Eingemeindung der Wiener Vorstädte im Jahr 1850 wurde, einem von Kaiser Franz Joseph I. 1888 in einer Rede geäußerten Wunsch entsprechend, vom Niederösterreichischen Landtag die Vereinigung Wiens mit den Vororten beschlossen. Das Gesetz trat am 1. Jänner 1892 in Kraft. Trotz des Widerstandes gegen die Eingemeindung wurden Ottakring und Neulerchenfeld zum 16. Wiener Gemeindebezirk, Ottakring, vereint. 1898 wurde die Alt-Ottakring in Nord-Süd-Richtung querende Vorortelinie der Wiener Stadtbahn (seit 1987 mit Schnellbahnverkehr) eröffnet, an der der Bahnhof Wien Ottakring liegt, seit 1998 westliche Endstation der U-Bahn-Linie U3.

## Wirtschaft
Wichtigste Einkommensquelle der Ottakringer war der Weinbau, dessen Erzeugnisse im nahen Wien und vor allem im benachbarten Neulerchenfeld verkauft wurde. Außerdem verkauft wurden Milcherzeugnisse; Ackerbau, Gartenbau und Viehzucht wurden jedoch nur für den Eigenbedarf betrieben. Der nahe Wald brachte den Menschen Holz und Wild. Die Nutzung dieser Güter wurde nach und nach immer mehr eingeschränkt. 
Noch zu Beginn des 19. Jahrhunderts war Ottakring ein verschlafenes Dorf, das jedoch nicht arm war. In Ottakring machte sich die Industrialisierung bemerkbar: vor dem Ort gab es einen Ziegelofen und ein Sägewerk, 1806 wurde im Ort die Spinnerei Schifferstein gegründet, zwei weitere Fabriken folgten erst in den 1830er Jahren, die Zündholzfabrik Josef Siegl und die Bronzewarenfabrik Josef Grüllemeyer. 1837 wurde die heute noch bestehende Ottakringer Brauerei errichtet. Weitere Fabriken folgten in den 1850er und 1860er Jahren. Dabei waren die sogenannten Fabriken meist kleine Werkstätten, lediglich die Brauerei war ein Großbetrieb.

## Kirchen
Ottakring dürfte sich schon relativ früh zu einem bedeutenderen Ort entwickelt haben. Beweis dafür ist die frühe Existenz einer Kirche, die bereits 1230 urkundlich erwähnt wurde. Sie war dem heiligen Lamprecht geweiht und stand etwa am Ort der heutigen Friedhofskapelle. 1336 erhielt die Kirche einen Ablassbrief, der allen bußfertigen Besuchern der Kirche für 40 Tage alle Sünden verzieh, ohne dass diese Beichte oder Bußhandlungen verrichten mussten. Dadurch entwickelten sich Wallfahrten zu dieser Kirche, die durch die Erneuerung der Ablassbriefe 1423 und 1447 anhielten. 1409 gründete Pfarrer Nikolaus Glauber die Lamprechtszeche, die sich um die Ausstattung der Kirche und um das Begräbnis ärmerer Ottakringer kümmerte. Die Lamprechtszeche finanzierte den Bau einer Kapelle im neuen Ortsteil am Ottakringer Bach. 1416 wurde die Kapelle fertiggestellt und dem heiligen Wolfgang geweiht. 1417 erhielt auch die Kapelle einen Ablassbrief, sodass Ottakring einen zweiten Wallfahrtsort erhielt.
1484 wurden die beiden Kirchen erstmals durch die Ungarn vernichtet. 1529 brannten die Türken die beiden Kirchen erneut nieder. Der Bischof konnte diese im Jahre 1531 aber bereits wieder neu einweihen. 1570 fand der Protestantismus in Ottakring Eingang. Der Rektor der Universität Wien, Dr. Johann Ambros Brassicani von Köhlburg, kaufte 1574 den Freihof und holte einen protestantischen Pfarrer nach Ottakring. Dies führte zu Konflikten mit dem örtlichen Pfarrer und dem Bischof. Nach dem Tod Brassicanis im Jahr 1589 endete der Religionskonflikt. Nach den Verheerungen durch die Türken 1683 war die Lamprechtskirche im alten Ortsteil Ottakrings zwar wieder aufgebaut worden, die Siedlung im Umkreis jedoch nicht. Die Pfarrkirche lag nun weit abseits des Dorfkerns, in dem lediglich die Wolfgangskapelle lag. 1790 wurde der Umbau der Kapelle zu einer Kirche fertiggestellt, die renovierungsbedürftige Lamprechtskirche gleichzeitig abgerissen. Die Fläche wurde dem Ottakringer Friedhof zugeschlagen.
Die Alt-Ottakringer Pfarrkirche stammt in ihrer heutigen Form aus dem Jahr 1912.
Für die im späteren 19. Jahrhundert neu entstandenen Viertel außerhalb des alten Ortskerns wurden um 1900 neue Pfarrkirchen errichtet:
- 1898 wurde die neugotische Neu-Ottakringer Pfarrkirche erbaut.
- Die Pfarrkirche Schmelz wurde 1913 von Jože Plečnik erbaut und ist die erste Eisenbetonkirche Österreichs.

Zwei weitere Pfarrkirchen wurden in der Zwischenkriegszeit erbaut:
- Die 1929 geweihte Pfarrkirche Starchant liegt im zentralen Teil einer nach dem Ersten Weltkrieg errichteten Stadtrandsiedlung.
- Die Pfarrkirche Sandleiten ist ein Stahlbetonskelettbau aus dem Jahr 1936.

Die einzige evangelische Kirche A.B., die Markuskirche, stammt aus dem Jahr 1968.

## Persönlichkeiten
- Ferdinand Mathias Baldia (1818–1869), Gemeinderat in Ottakring
- Albert Ehrenstein (1886–1950), Schriftsteller
- Rudolf von Feistmantel (1805–1871), Forstwirt
- Mathias Gansterer (1791–18??), Unternehmer
- Erik Jan Hanussen (1889–1933), Trickkünstler
- Moriz von Kuffner (1854–1939), Besitzer der Ottakringer Brauerei und Erbauer der Kuffner-Sternwarte
- Wilhelmine von Montléart (1820–1895), Wohltäterin, Stifterin des ersten Wilhelminenspitals
- Gustav Müller (1873–1936), Schauspieler, Operetten-Sänger, Bühnen-Regisseur und Theaterleiter
- Josef Schrammel (1852–1895), Komponist und Musiker
- Karl Swoboda (1882–1933), Gewichtheber